# Barbara Snelling
Barbara Tuttle Snelling, nata Weil (Fall River, 22 marzo 1928 – South Burlington, 2 novembre 2015), è stata una politica statunitense, vedova del governatore del Vermont Richard A. Snelling e vicegovernatrice del Vermont dal 1993 al 1997.

## Biografia
Nata nel Massachusetts e figlia di un reverendo, Barbara Weil studiò presso lo Smith College. Nel 1947 sposò Richard A. Snelling, con il quale ebbe quattro figli.
Fu molto attiva nel settore dell'istruzione e degli enti pubblici: membro del Vermont State Board of Education, presidente del Vermont State School Boards Association e della Vermont Commission on Alcohol and Drug Rehabilitation, amministratrice della Vermont Community Foundation e dello Shelburne Museum. Per otto anni rivestì l'incarico di vicepresidente dell'Università del Vermont e successivamente aprì una società di consulenza in proprio, la Snelling and Kolb.
Nel frattempo svolse le funzioni da First Lady del Vermont durante il servizio pubblico del marito, che fu governatore dello stato dal 1977 al 1985 e nuovamente nel 1991. Alla morte del marito, che spirò in carica nel 1991, Barbara Snelling decise di intraprendere ella stessa la vita politica. Candidatasi con il Partito Repubblicano, nel 1992 fu eletta vicegovernatrice del Vermont con un margine di oltre ventiseimila voti sull'avversario democratico. Fu la terza donna nella storia del Vermont a rivestire la carica di vicegovernatore, dopo Consuelo N. Bailey e Madeleine Kunin. Rieletta nel 1994, decise di candidarsi alla carica di governatore nel 1996 contro Howard Dean, che era succeduto a suo marito. Nel corso della campagna elettorale, tuttavia, la signora Snelling subì una gravissima emorragia cerebrale, che la costrinse ad abbandonare quella che si presentava come una competizione molto intensa tra lei e Dean.
Ripresasi completamente dal grave episodio, Barbara Snelling tornò a candidarsi al suo vecchio seggio da vicegovernatore nel 1996, perdendo le elezioni con un margine di scarto di appena mezzo punto percentuale. Decise di non presentarsi come candidata alle successive elezioni per il governatore, optando invece per una corsa al Senato del Vermont, che la vide vincitrice. Restò in carica per due mandati, fin quando un secondo ictus subito nel 2001 la forzò a dimettersi. Sua figlia Diane le succedette al Senato del Vermont, mentre un altro figlio, Mark, fu candidato alla carica di vicegovernatore nelle primarie repubblicane del 2010.
Barbara Snelling morì nel novembre del 2015, dopo una breve malattia, all'età di ottantasette anni.